# Rickettsia akari
Rickettsia akari là một loài vi khuẩn thuộc chi Rickettsia, gây ra bệnh do rickettsia akari.
Sau khi bùng phát một loại bệnh rickettsia năm 1946 tại một khu chung cư ở Kew Gardens, Queens, một cuộc điều tra đã được thực hiện để xác định nguồn gốc của ổ bệnh. Các lò đốt rác trong các tòa nhà không được vận hành thường xuyên, dẫn đến sự tích tụ chất thải thực phẩm và thu hút những con chuột. Chúng di chuyển tràn lan khắp tòa nhà. Những con chuột Mus musculus (chuột nhắt nhà) có ve ký sinh trên da chuột, tên loài ve này là Allodermanyssus sanguineus. Nhà côn trùng học Charles Pomerantz đã xin phép tìm kiếm địa điểm và tìm thấy những con ve ở nhiều địa điểm khác nhau trong tòa nhà, có những con ve ve dính máu được tìm thấy gần máng dẫn đến lò đốt. Ve được thu thập và mang đến một phòng thí nghiệm của Sở Y tế Công cộng Hoa Kỳ.
Loài vi khuẩn này được bác sĩ Robert Huebner đặt tên. Bác sĩ Robert Huebner là một trong những nhà khoa học đã theo dõi nguồn gốc của dịch bệnh năm 1946. Về tên loài, hậu tố akari có nghĩa là "ve" trong tiếng Hy Lạp.
Trong khi những nỗ lực tích cực để tiêu diệt chuột khỏi các tòa nhà đã làm giảm đáng kể sự tái phát của bệnh, một báo cáo tháng 7 năm 2002 từ Trung tâm Kiểm soát và Phòng ngừa dịch bệnh Hoa Kỳ báo cáo một trường hợp gần đây ở Bắc Carolina, cho rằng các trường hợp đã từng được báo cáo ở Croatia và Ukraine và rằng R. akari có thể tồn tại trong "chu kỳ sylvan", chẳng hạn như sự phân lập của vi khuẩn với chuột đồng ở bán đảo Triều Tiên.